# 安妮·斯韦丁
安妮·斯韦丁（瑞典語：Annie Svedin，1991年10月12日—），瑞典女子冰球运动员，场上位置是后卫。她曾代表瑞典国家队参加2018年冬季奥林匹克运动会冰球比赛，获得第七名。